# (21683) Segal
(21683) Segal est un astéroïde de la ceinture principale.

## Description
(21683) Segal est un astéroïde de la ceinture principale. Il fut découvert le 9 septembre 1999 à Fountain Hills (Arizona) par Charles W. Juels. Il présente une orbite caractérisée par un demi-grand axe de 2,28 UA, une excentricité de 0,12 et une inclinaison de 5,2° par rapport à l'écliptique.

## Compléments